# Riserva naturale del Bosco di Montalto
La riserva naturale del Bosco di Montalto è un'area naturale protetta situata nel comune di Pieve Santo Stefano, in provincia di Arezzo istituita nel 1998 e occupa una superficie di 20 ettari.
La riserva si trova all'interno del sito di interesse regionale (SIR) "Boschi di Montalto", indicato dalla Regione Toscana nel 1998.